# Rijl al Awwa
Rijl al Awwa (mu Virginis) is een ster in het sterrenbeeld Maagd (Virgo).